# Tetraiodeto de telúrio
Tetraiodeto de telúrio (TeI
4
) é um composto químico inorgânico formado pelos elementos telúrio e iodo. É um sólido cristalino cinza-escuro a preto. Ele tem uma estrutura tetramérica que é diferente das formas sólidas tetraméricas de TeCl
4
 e TeBr
4
. No TeI
4
, os átomos de Te são coordenados octaedricamente e as bordas dos octaedros são compartilhadas.
.

## Preparação
O tetraiodeto de telúrio pode ser preparado pela reação química entre Te elementar e iodometano, CH
3I
.
Na forma de vapor, TeI
4
 dissocia-se:
TeI
4  →  TeI
2 + I
2

Também pode ser obtido pela reação do ácido telúrico com iodeto de hidrogênio.
H
6TeO
6 + 6HI  →  TeI
4 + I
2 + 6H
2O

Também pode ser obtido pela reação dos elementos iodo e telúrio, podendo também produzir diiodeto de telúrio e monoiodeto de telúrio, dependendo das condições de reação:
Te + 2I
2  →  TeI
4

TeI
4  →  TeI
2 + I
2

## Propriedades
O tetraiodeto de telúrio é um sólido cinza-ferro que se decompõe lentamente em água fria e rapidamente em água morna para formar dióxido de telúrio e iodeto de hidrogênio. É estável mesmo em ar úmido e se decompõe quando aquecido, liberando iodo. É solúvel em ácido iodídrico para formar H[TeI
5] e H
2[TeI
6]
 e é ligeiramente solúvel em acetona.
O tetraiodeto de telúrio é um condutor quando fundido, dissociando-se nos íons TeI+
3 e I–
. Em solventes com propriedades doadoras como a acetonitrila, formam-se complexos iônicos de  CH
3CN
 que tornam a solução condutora:
TeI
4 + 2CH
3CN  →  [(CH
3CN)
2TeI
3]+ + I–

São conhecidas cinco modificações do tetraiodeto de telúrio, todas elas compostas de moléculas tetraméricas. A forma δ é a forma mais estável termodinamicamente. Ela é derivada estruturalmente (assim como as formas α, β e γ) da forma ε.
Na presença de excesso de íons iodeto, o TeI
4
 reage para formar o complexo TeI2–
6
, que apresenta uma cor vermelha-acastanhada escura. Esta reação é usada em química analítica para detectar a presença de telúrio IV em soluções.

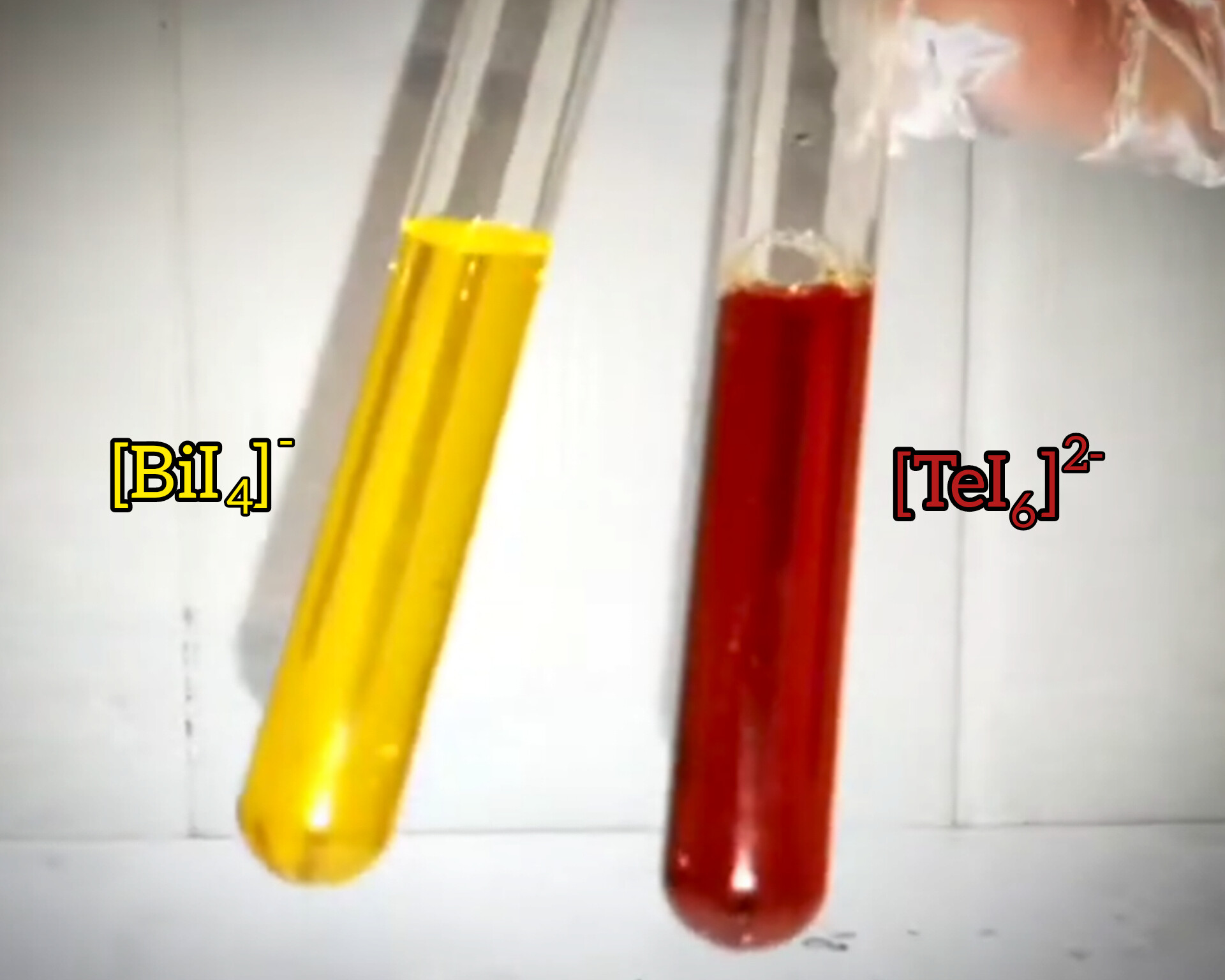
Uma solução do complexo hexaiodotelurato(IV), [TeI_{6}^{2-} avermelhado, ao lado de uma solução amarela de tetraiodobismutato(III).

TeI
4 + 2I–  →  [TeI
6]2–